# Modern satanisme
Modern satanisme, ook wel aangeduid als LaVeyaans satanisme, is een hedendaagse verschijningsvorm van het satanisme dat in de jaren 60 van de twintigste eeuw met de oprichting van de zogenoemde 'Church of Satan' ('Kerk van Satan') door de Amerikaanse satanist Anton Szandor LaVey (1930-1997) gestalte kreeg. Op Walpurgisnacht 1966 stichtte hij dit satanische 'kerkgenootschap'. Deze dag, die door LaVey dag 1 Anno Satanas werd genoemd, zou het begin zijn van een nieuw tijdperk, namelijk dat van satan, een andere aanduiding van de duivel.

## Filosofie
De leer van het moderne satanisme is atheïstisch van aard en stelt satan voor als een symbool dat eerbiedwaardige kwaliteiten zou hebben en waarin de individuele beoefenaar zichzelf weerspiegeld zou vinden. Ook wordt satan voorgesteld als een ongedefinieerde donkere kracht in de natuur of als een andere niet-theïstische interpretatie van de duivel. Het moderne satanisme propageert de ontwikkeling van dierlijke instincten, individualisme en hedonisme.
De modern satanistische filosofie is gebaseerd op verzet tegen de 'morele hypocrisie' van de gevestigde religies. Dr. LaVey noemde dit een morele hypocrisie omdat deze religies alles wat volgens hem natuurlijk is in de mens, de natuurlijke instincten zoals lust en de wil tot macht, als zondig beschouwen. Deze ideeën zouden zijn gebaseerd op bepaalde aspecten van de filosofie van Friedrich Nietzsche. Van The Satanic Bible, het belangrijkste boek, is The Book of Satan gebaseerd op Might is Right van Ragnar Redbeard uit 1896, dat individualisme, sociaal darwinisme en lex naturae propageert.
De rituelen en ceremoniën van het moderne satanisme zouden zijn beïnvloed door de magische praktijken van de Engelsman Aleister Crowley (1875-1947). Ook zijn er in de filosofie van LaVey sporen terug te vinden van Ayn Rands objectivisme. Toch zijn er hierin duidelijke verschillen. Objectivisme is atheïstisch van aard en verstoot het idee van een god totaal, terwijl de moderne satanist zichzelf juist als godheid ziet. Daarbij komt dat in objectivisme de metafysica een grote rol speelt, terwijl men in het moderne satanisme ervan uitgaat dat de ware aard van het heelal niet gekend kan worden.
Individualisme is een zeer belangrijke component van het moderne satanisme. Het moderne satanisme zegt dat iedereen verantwoordelijk is voor zijn eigen gedrag en ook zijn eigen zin in het leven moet bepalen, en daarbij boven de massa moet uitstijgen. Dit is het centrale idee in de filosofie van Nietzsche. De moderne satanist behoort dus zijn eigen pad, eigen ambities en eigen seksualiteit te ontwikkelen. Een ander terugkerend thema binnen het moderne satanisme is het bevredigen van behoefte, zolang je daarbij niemand ongeoorloofd schaadt: Indulgence, not compulsion. Man en vrouw zijn binnen het moderne satanisme gelijkwaardig.
De zeven hoofdzonden van het christendom worden niet gezien als zondig, maar als nuttig om gelukkig te worden. Volgens LaVey zijn deze natuurlijk van aard en daarom onvermijdelijk en leiden ze tot lichamelijke en geestelijke bevrediging. De kritiek die LaVey op het christendom heeft, is dat het christendom misbruik maakt van de menselijke instincten om macht uit te oefenen. Een kritisch punt, dat Nietzsche in "de Antichrist" eerder heeft aangestipt.
Een ander onderdeel van het moderne satanisme is magie. LaVey definieert magie, in navolging van Crowley, als "het veranderen van de werkelijkheid naar je wil." Het moderne satanisme onderscheidt twee soorten magie. Lagere magie is de magie die men in het alledaagse leven gebruikt. Denk hierbij bijvoorbeeld aan vormen van toegepaste psychologie. De tweede vorm van magie is hogere magie, waaronder LaVey het gebruik van rituelen verstaat.
Een moderne satanist dient kritisch te zijn, zelfs over zijn eigen filosofie.

## Ethiek
De ethiek van de moderne satanist is samen te vatten in de 11 Satanische Regels van de Aarde, de 9 Satanische Verklaringen en de 9 Satanische Hoofdzonden. Deze zijn om auteursrechtelijke redenen in principe alleen te lezen op de website van de Church of Satan en in de boeken van LaVey (uitzonderingen zijn de websites en/of groepen die toestemming hebben gekregen van The Church of Satan).

## Rituelen en magie
Als provocatie en reactie op de interesse van de pers en andere buitenstaanders werd het ritueel van de 'zwarte mis' bedacht, een symbolische omkering van de rooms-katholieke eucharistie. Mannelijke en vrouwelijke participanten, gekleed in gewaden, staan rond een naakte vrouw die als altaar dient. Tijdens het ritueel worden tegenklokwijs Satan van het Zuiden, Lucifer van het Oosten, Belial van het Noorden en Leviathan van het Westen aangeroepen, terwijl de hogepriester uit een kelk drinkt en die vervolgens op het altaar plaatst. Tijdens het ritueel mediteren de participanten over het vervullen van hun verlangens. De mis wordt beëindigd met het zingen van satanistische hymnen en de woorden So it is done. De zwarte mis is echter nooit als interne vorm van eredienst gehouden.
Bij alle rituelen wordt het symbool van Baphomet gebruikt: een omgekeerd pentagram met daarin de afbeelding van een bokkenkop. De oorsprong van het symbool is niet geheel duidelijk.
De bokkenkop verscheen pas in 1854, toen Alphonse Louis Constant, ook wel Eliphas Lévi genoemd, het in zijn boek "Dogme et rituel de la haute magie" had opgetekend als een symbool voor verachting van het absolute. Binnen het moderne satanisme staat Baphomet voor het wereldlijke als tegengestelde van het spirituele. Ook wordt er vaak de god Pan mee getypeerd; de Griekse god van de vruchtbaarheid, de beschermer van het bos, en de verbreider van angst op eenzame plaatsen (paniek).

## Grotto's
De Church of Satan kent een systeem van 'grotto's' (spelonken), waarin leden die zich in elkaars geografische nabijheid bevinden samen kunnen komen. Momenteel wordt dit systeem echter afgeschaft.
De Church of Satan kent vijf verschillende graden, hetgeen een veelvoorkomend fenomeen is in occulte groepen. In de Church of Satan spreekt men van:
- 'Actief lid' of 'Satanist' I°
- 'Warlock' of 'Witch' II°
- 'Priest' of 'Priestess' III°
- 'Magister' of 'Magistra' IV°
- 'Magus' of 'Maga' V°

Een aantal van de vroege leden van de Church of Satan bleken sensatiezoekers dan wel mensen die hun lidmaatschap als een statussymbool zagen. In 1975 verlieten veel volgelingen van LaVey de Church of Satan omdat ze het niet eens waren met zijn financiële beleid. Uit deze groep is vervolgens een nieuwe groepering ontstaan, die bekend is onder de naam Temple of Set.

## Feestdagen
De belangrijkste feestdag van de satanist is zijn eigen verjaardag. Daarnaast kent het satanisme de volgende feestdagen:
- Walpurgisnacht, 30 april of 1 mei
- Halloween, 31 oktober of 1 november.

## Temple of Set
Deze groepering is gesticht door Michael Aquino, een voormalig lid van de Church of Satan, die in 1975 de groep verliet. De Temple of Set bouwt voort op het gedachtegoed van LaVey, maar vereert in tegenstelling tot het LaVeyaanse satanisme een antropomorfe entiteit.
Aquino kreeg, volgens eigen zeggen, een openbaring tijdens een ritueel waarin hij de Prince of Darkness aanriep. Satan bleek volgens deze openbaring dezelfde mythologische figuur te zijn als Seth uit het Egyptische pantheon.
Seth wordt traditioneel gezien als een kwade godheid, maar volgens Aquino is dat een incorrecte interpretatie. Aquino zoekt aldus dezelfde onderbouwing als LaVey, maar maakt gebruik van de Egyptische mythologie in plaats van de Bijbel. Seth wordt door de 'setianen' gezien als de creatieve kracht achter het universum.
Aquino onderscheidt drie niveaus van de werkelijkheid:
1. De alledaagse wereld;
2. Filosofische gedachten, het denken;
3. De magische realiteit.

De magische realiteit is uniek aan de mens. Aquino legt echter een zeer grote nadruk op het rationele denken. Op zijn website wordt studenten afgeraden om lid te worden omdat zij eerst hun studie moeten afmaken. Aquino legt een grote nadruk op de maakbaarheid van de mens. Goed en kwaad worden volgens Aquino door de mens zelf bepaald en niet door een transcendente grootheid zoals de christelijke God uit de Bijbel.
De mens is niet onderworpen aan een god, ook niet aan Seth. Seth wordt niet aanbeden; hij is slechts de activerende kracht.

## Invloed van het satanisme
Het moderne satanisme vormt een belangrijke inspiratiebron voor sommige subculturen, zoals metal, met name black metal. Bepaalde vormen van de hedendaagse popmuziek vinden inspiratie in het satanisme.

## Kritiek
- Het satanisme is een totaalpakket en omvat zowel filosofische, religieuze, als esthetische aspecten. Gesteld wordt dat men zich pas echt satanist kan noemen wanneer men al deze aspecten belichaamt en dat satanisten geboren worden en niet gemaakt. Het is dus niet zo dat men er bepaalde aspecten kan uitlichten en zichzelf nog steeds legitiem satanist kan noemen. Dit wordt echter vaak betwist door kleinere groeperingen, die doorgaans slechts bepaalde elementen uit het satanisme benadrukken en op hun eigen manier verder uitwerken, terwijl andere aspecten dan juist genegeerd worden.
  - Het schisma tussen de Church of Satan en de Temple of Set is mede veroorzaakt door wat de setianen als een gebrek aan een gedegen filosofische basis zien. Een andere reden was dat de Church of Satan besloot dat er geen plaats meer was voor mensen die een externe godheid aanbidden, terwijl die eerder wel welkom waren. Enkele leden die vasthielden aan het aanbidden van een externe figuur, stichtten de Temple of Set.

- Vanuit satanisch oogpunt is doden van dieren uit zelfverdediging of voor voedsel niet verkeerd ("Do not kill non-human animals unless you are attacked or for your food")
  - Deze bepaling komt reeds voor in het werk van Crowley (Liber OZ 5: "Man has the right to kill those who would thwart these rights.") en is mogelijk vanuit deze bron geïntroduceerd in het moderne satanisme; het wordt als zodanig ook gebruikt door occulte/religieuze groeperingen die niet als satanisch worden aangeduid en is dus geen onderscheidend kenmerk van het modern satanisme (zie: thelema).